# Turkmen goresh tại Đại hội Thể thao Trong nhà và Võ thuật châu Á 2017
Turkmen goresh (như Đấu vật truyền thống) đã được tranh luận tại Đại hội Thể thao Trong nhà và Võ thuật châu Á 2017 ở Ashgabat, Turkmenistan từ ngày 16 tháng 9 đến ngày 18 tháng 9 năm 2017. Cuộc thi đấu được diễn ra tại Khu liên hợp thể dục thể thao Ashgabat.

## Danh sách huy chương

### Tự do nam
| Nội dung | Vàng                                | Bạc                                    | Đồng                                 |
| -------- | ----------------------------------- | -------------------------------------- | ------------------------------------ |
| 57 kg    | Allanur Goçow · Turkmenistan        | Ýakupnazar Ýakubow · Turkmenistan      | Alvin Lobreguito · Philippines       |
| 57 kg    | Allanur Goçow · Turkmenistan        | Ýakupnazar Ýakubow · Turkmenistan      | Faridun Qurbonov · Tajikistan        |
| 62 kg    | Nowruz Eýeberdiýew · Turkmenistan   | Jawid Ahmad Amiri · Afghanistan        | Fayzulla Ummatov · Uzbekistan        |
| 62 kg    | Nowruz Eýeberdiýew · Turkmenistan   | Jawid Ahmad Amiri · Afghanistan        | Abdurasul Khabibullaev · Uzbekistan  |
| 68 kg    | Döwletgeldi Berdiýew · Turkmenistan | Toýlymyrat Durdymyradow · Turkmenistan | Shakhobiddin Sangilov · Uzbekistan   |
| 68 kg    | Döwletgeldi Berdiýew · Turkmenistan | Toýlymyrat Durdymyradow · Turkmenistan | Esmaeil Amiri · Iran                 |
| 75 kg    | Ilkhomjon Mashrabov · Uzbekistan    | Orazmämmet Welmämmedow · Turkmenistan  | Derýa Abdyýew · Turkmenistan         |
| 75 kg    | Ilkhomjon Mashrabov · Uzbekistan    | Orazmämmet Welmämmedow · Turkmenistan  | Ghasem Dazi · Iran                   |
| 82 kg    | Silapberdi Nuryýew · Turkmenistan   | Begmyrat Baýdurdyýew · Turkmenistan    | Eldor Nematov · Uzbekistan           |
| 82 kg    | Silapberdi Nuryýew · Turkmenistan   | Begmyrat Baýdurdyýew · Turkmenistan    | Habibollah Torabi · Iran             |
| 90 kg    | Obidali Mavlonov · Uzbekistan       | Öwezgeldi Berdiýew · Turkmenistan      | Arslan Ybraýymgulyýew · Turkmenistan |
| 90 kg    | Obidali Mavlonov · Uzbekistan       | Öwezgeldi Berdiýew · Turkmenistan      | Anushervon Navruzzoda · Tajikistan   |
| 100 kg   | Seýdi Batyrow · Turkmenistan        | Bäşim Aýazow · Turkmenistan            | Abdurahmon Mamatqulov · Tajikistan   |
| 100 kg   | Seýdi Batyrow · Turkmenistan        | Bäşim Aýazow · Turkmenistan            | Islomjon Kuldashev · Uzbekistan      |
| +100 kg  | Rejepaly Orazalyýew · Turkmenistan  | Annamyrat Myradow · Turkmenistan       | Gongoryn Pürevbaatar · Mông Cổ       |
| +100 kg  | Rejepaly Orazalyýew · Turkmenistan  | Annamyrat Myradow · Turkmenistan       | Samandar Ernazarov · Tajikistan      |

### Kiểu cổ điển nam
| Nội dung | Vàng                                   | Bạc                                 | Đồng                                  |
| -------- | -------------------------------------- | ----------------------------------- | ------------------------------------- |
| 57 kg    | Allanur Goçow · Turkmenistan           | Şatlyk Myradow · Turkmenistan       | Muhammad Saeed Anwar · Pakistan       |
| 57 kg    | Allanur Goçow · Turkmenistan           | Şatlyk Myradow · Turkmenistan       | Khusan Nosirov · Uzbekistan           |
| 62 kg    | Ismaýyl Orazow · Turkmenistan          | Isgender Aşyrow · Turkmenistan      | Fayzulla Ummatov · Uzbekistan         |
| 62 kg    | Ismaýyl Orazow · Turkmenistan          | Isgender Aşyrow · Turkmenistan      | Enkhtaivany Enkhbold · Mông Cổ        |
| 68 kg    | Döwletgeldi Berdiýew · Turkmenistan    | Arslan Hojamberdiýew · Turkmenistan | Shakhobiddin Sangilov · Uzbekistan    |
| 68 kg    | Döwletgeldi Berdiýew · Turkmenistan    | Arslan Hojamberdiýew · Turkmenistan | Elbek Sotvoldiev · Uzbekistan         |
| 75 kg    | Rejepgeldi Gylyçnyýazow · Turkmenistan | Bäşim Orazow · Turkmenistan         | Ilkhomjon Mashrabov · Uzbekistan      |
| 75 kg    | Rejepgeldi Gylyçnyýazow · Turkmenistan | Bäşim Orazow · Turkmenistan         | Kenenbek Shamshidin Uulu · Kyrgyzstan |
| 82 kg    | Hanmuhammet Patdyýew · Turkmenistan    | Esenbek Kudaiberdiev · Kyrgyzstan   | Hasan Yoriev · Tajikistan             |
| 82 kg    | Hanmuhammet Patdyýew · Turkmenistan    | Esenbek Kudaiberdiev · Kyrgyzstan   | Sayed Gul Mehraban · Afghanistan      |
| 90 kg    | Murgapgeldi Atdaýew · Turkmenistan     | Hamed Mirzapour · Iran              | Obidali Mavlonov · Uzbekistan         |
| 90 kg    | Murgapgeldi Atdaýew · Turkmenistan     | Hamed Mirzapour · Iran              | Jawid Ahmad Ahmadi · Afghanistan      |
| 100 kg   | Seýdi Batyrow · Turkmenistan           | Kerim Rejepow · Turkmenistan        | Abdurahmon Mamatqulov · Tajikistan    |
| 100 kg   | Seýdi Batyrow · Turkmenistan           | Kerim Rejepow · Turkmenistan        | Islomjon Kuldashev · Uzbekistan       |
| +100 kg  | Rejepaly Orazalyýew · Turkmenistan     | Jepbar Atamämmedow · Turkmenistan   | Mahmad Mirov · Tajikistan             |
| +100 kg  | Rejepaly Orazalyýew · Turkmenistan     | Jepbar Atamämmedow · Turkmenistan   | Samandar Ernazarov · Tajikistan       |

### Tự do nữ
| Nội dung | Vàng                              | Bạc                                | Đồng                                 |
| -------- | --------------------------------- | ---------------------------------- | ------------------------------------ |
| 52 kg    | Laçyn Badaglyýewa · Turkmenistan  | Shakhzoda Ergasheva · Uzbekistan   | Gulfiýa Jumaýewa · Turkmenistan      |
| 52 kg    | Laçyn Badaglyýewa · Turkmenistan  | Shakhzoda Ergasheva · Uzbekistan   | Manzuraoy Muydinova · Uzbekistan     |
| 58 kg    | Zuhra Madraimowa · Turkmenistan   | Gulkhumoroy Dadaboeva · Uzbekistan | Ambreen Masih · Pakistan             |
| 58 kg    | Zuhra Madraimowa · Turkmenistan   | Gulkhumoroy Dadaboeva · Uzbekistan | Ochirpüreviin Lkhagvakhüü · Mông Cổ  |
| 63 kg    | Gülnar Haýytbaýewa · Turkmenistan | Dinara Hallyýewa · Turkmenistan    | Dilafruz Mamadjonova · Uzbekistan    |
| 63 kg    | Gülnar Haýytbaýewa · Turkmenistan | Dinara Hallyýewa · Turkmenistan    | None awarded                         |
| 70 kg    | Nasiba Surkiýewa · Turkmenistan   | Gulmira Ismatova · Uzbekistan      | Anita Dwi Nengrum · Indonesia        |
| 70 kg    | Nasiba Surkiýewa · Turkmenistan   | Gulmira Ismatova · Uzbekistan      | Rano Uzakowa · Turkmenistan          |
| +70 kg   | Otgony Mönkhtsetseg · Mông Cổ     | Ganboldyn Sarangoo · Mông Cổ       | Jahan Muhammedowa · Turkmenistan     |
| +70 kg   | Otgony Mönkhtsetseg · Mông Cổ     | Ganboldyn Sarangoo · Mông Cổ       | Maksuda Egemberdiýewa · Turkmenistan |

### Kiểu cổ điển nữ
| Nội dung | Vàng                              | Bạc                                | Đồng                                 |
| -------- | --------------------------------- | ---------------------------------- | ------------------------------------ |
| 52 kg    | Laçyn Badaglyýewa · Turkmenistan  | Botagoz Dyussembayeva · Kazakhstan | Manzuraoy Muydinova · Uzbekistan     |
| 52 kg    | Laçyn Badaglyýewa · Turkmenistan  | Botagoz Dyussembayeva · Kazakhstan | Leila Siahvashi · Iran               |
| 58 kg    | Zuhra Madraimowa · Turkmenistan   | Nazira Marsbek Kyzy · Kyrgyzstan   | Reihaneh Sheikhian · Iran            |
| 58 kg    | Zuhra Madraimowa · Turkmenistan   | Nazira Marsbek Kyzy · Kyrgyzstan   | Zarina Abdyrahmanowa · Turkmenistan  |
| 63 kg    | Gülnar Haýytbaýewa · Turkmenistan | Dilafruz Mamadjonova · Uzbekistan  | Khavaskhon Jurakuzieva · Uzbekistan  |
| 63 kg    | Gülnar Haýytbaýewa · Turkmenistan | Dilafruz Mamadjonova · Uzbekistan  | Uulkan Alibai Kyzy · Kyrgyzstan      |
| 70 kg    | Nasiba Surkiýewa · Turkmenistan   | Meerim Zhumanazarova · Kyrgyzstan  | Rano Uzakowa · Turkmenistan          |
| 70 kg    | Nasiba Surkiýewa · Turkmenistan   | Meerim Zhumanazarova · Kyrgyzstan  | Gulmira Ismatova · Uzbekistan        |
| +70 kg   | Jahan Muhammedowa · Turkmenistan  | Nyamkhüügiin Nyamtuyaa · Mông Cổ   | Nazira Arzybekova · Kyrgyzstan       |
| +70 kg   | Jahan Muhammedowa · Turkmenistan  | Nyamkhüügiin Nyamtuyaa · Mông Cổ   | Maksuda Egemberdiýewa · Turkmenistan |

## Bảng huy chương
| 1       | Turkmenistan | 23 | 14 | 9  | 46  |
| 2       | Uzbekistan   | 2  | 4  | 17 | 23  |
| 3       | Mông Cổ      | 1  | 2  | 3  | 6   |
| 4       | Kyrgyzstan   | 0  | 3  | 3  | 6   |
| 5       | Iran         | 0  | 1  | 5  | 6   |
| 6       | Afghanistan  | 0  | 1  | 2  | 3   |
| 7       | Kazakhstan   | 0  | 1  | 0  | 1   |
| 8       | Tajikistan   | 0  | 0  | 8  | 8   |
| 9       | Pakistan     | 0  | 0  | 2  | 2   |
| 10      | Indonesia    | 0  | 0  | 1  | 1   |
| 10      | Philippines  | 0  | 0  | 1  | 1   |
| Tổng số | Tổng số      | 26 | 26 | 51 | 103 |